# Борки (Мендикаринський район)
Бо́рки (каз. Борки) — село у складі Мендикаринського району Костанайської області Казахстану. Входить до складу Михайловського сільського округу.
Населення — 304 особи (2021; 1098 у 2009, 1298 у 1999, 1410 у 1989).